# 王逊 (晋朝)
王遜（？—323年），字邵伯，晉朝魏興人，西晋官员。

## 生平
早年在郡裡任職，察孝廉後，擔任吏部令史，轉殿中將軍。後升遷至上洛太守。又轉魏興太守。
晉惠帝末年，西南夷叛亂，寧州治所被包圍。甯州刺史李毅去世後，城內百餘人繼續固守抵抗。永嘉四年（310年），寧州治中毛孟來到京師洛陽要求朝廷任命刺史，朝廷一開始沒有理會，在毛孟再三要求下，朝廷任命王遜擔任南夷校尉、甯州刺史。晉愍帝被俘虜後，王遜派遣其子王澄上表勸司馬睿稱帝，於是王遜被加封散騎常侍、安南將軍、假節，依舊保留校尉、刺史職務，賜爵褒中縣公。
越巂太守李釗被李雄俘虜後又逃回晉朝控制區，王遜恢復其越巂太守的職務。李雄派遣李驤、任回進攻李釗，李釗與漢嘉太守王載共同抵抗，結果李釗戰敗，王載率領二郡向李雄投降。後李驤等又渡過瀘水進攻寧州，王遜派遣將軍姚崇、爨琛前去抵抗，擊破李驤等人，姚崇追至瀘水，卻不敢渡河，停止追擊。王遜大怒，責怪姚崇不窮追猛打，將姚崇抓捕，並親自鞭打他，之後王遜依舊怒氣未消，結果在某一天晚上突然去世。
後來朝廷給他的諡號為壯。

## 延伸阅读
[在维基数据编辑]
 《晉書·卷081》，出自房玄齡《晉書》